# スイショウ
スイショウ（水松、学名: Glyptostrobus pensilis）は、裸子植物マツ綱のヒノキ科スイショウ属に分類される半落葉性（全ての葉ではなく部分的に落葉する）の針葉樹の1種である（図1）。スイショウはスイショウ属に分類される唯一の現生種である。湿地に生育し、ときに地上に隆起する呼吸根を形成する。短枝の葉はトゲ状から線形、秋に紅葉して枝とともに落ちるが、長枝の葉は鱗片状で1年以上ついている。中国南部、ベトナム、ラオスに分布するが、自生のものはほとんど残っていないとされる。

## 特徴
半落葉性の高木であり（図1, 2a）、大きなものは高さ15-30メートル (m)、幹の直径60-220センチメートル (cm) になる。根元から 6–7 m 以内に呼吸根を生じることがある。樹皮は褐色から灰褐色、縦に裂ける（下図2b）。樹冠はやや乱れた円錐形、下部の枝は水平に広がる。古い枝はしばしば非常に密に分枝する。長枝と短枝があり、長枝は宿存性、短枝は芽をつけず1年で落ちる。葉は木の老若や枝の種類などによって形が異なる。長枝の葉はらせん状につき、鱗片状で互いに重なり伏生、1.5-3 × 0.4-0.6 ミリメートル (mm)、2–3年ついている。一方、短枝の葉は互生、2-7 × 0.4-0.6 mm、成木の短枝の葉は3列につき、スギの葉に似たトゲ状で横断面は四角形（下図3a）、若い木の短枝の葉はふつう2列につき、扁平な線形（下図3b）。短枝の葉は秋に紅葉し、短枝とともに落ちる。
雌雄同株、"花期"は1–3月
雄球花は短枝の先端に単生し、楕円形、らせん状に配置した15–20個の小胞子葉からなり、各胞子葉は(2-)5-7(-10)個の花粉嚢をもつ。雌球花は側枝の先端につき、卵形、長さ 12-18 mm、有柄。球果は直立し、倒ナス形、1.4-2.5 × 0.9-1.5 cm、果鱗は20–22個がらせん状についており、種鱗と苞鱗のほぼ全体が癒合しており、三角形から舌形、10-13 × 3-5.5 mm、背面に6-10個の刺があり、種子は2個ずつ、9–11月に熟し、翌春までついている（下図3）。種子は褐色、卵形から長楕円形、5-7 × 3-4 mm、やや扁平、基部に長さ 4-7 mm の翼がある。子葉は4–5枚。染色体数は 2n = 22。

## 分布・生態
中国南部（浙江省、福建省、江西省、広東省、海南島、広西チワン族自治区、四川省、雲南省）、ベトナム、ラオスに分布し、特に広東省の朱江三角州、福建省の閔江下流域では多く植栽されているが、他地域では極めて稀である。もともと人間活動が激しい場所に生育していたため、中国ではすでに自生のものは無いともされる。ベトナムやラオスの自生のものは数百本程度と非常に少なく、国際自然保護連合 (IUCN) のレッドリストでは、近絶滅種に指定されている。
川沿いの氾濫原や三角州などの水際の湿地に生育し、ときに水中から生える。ときに純林を形成する。日当たりを好む。

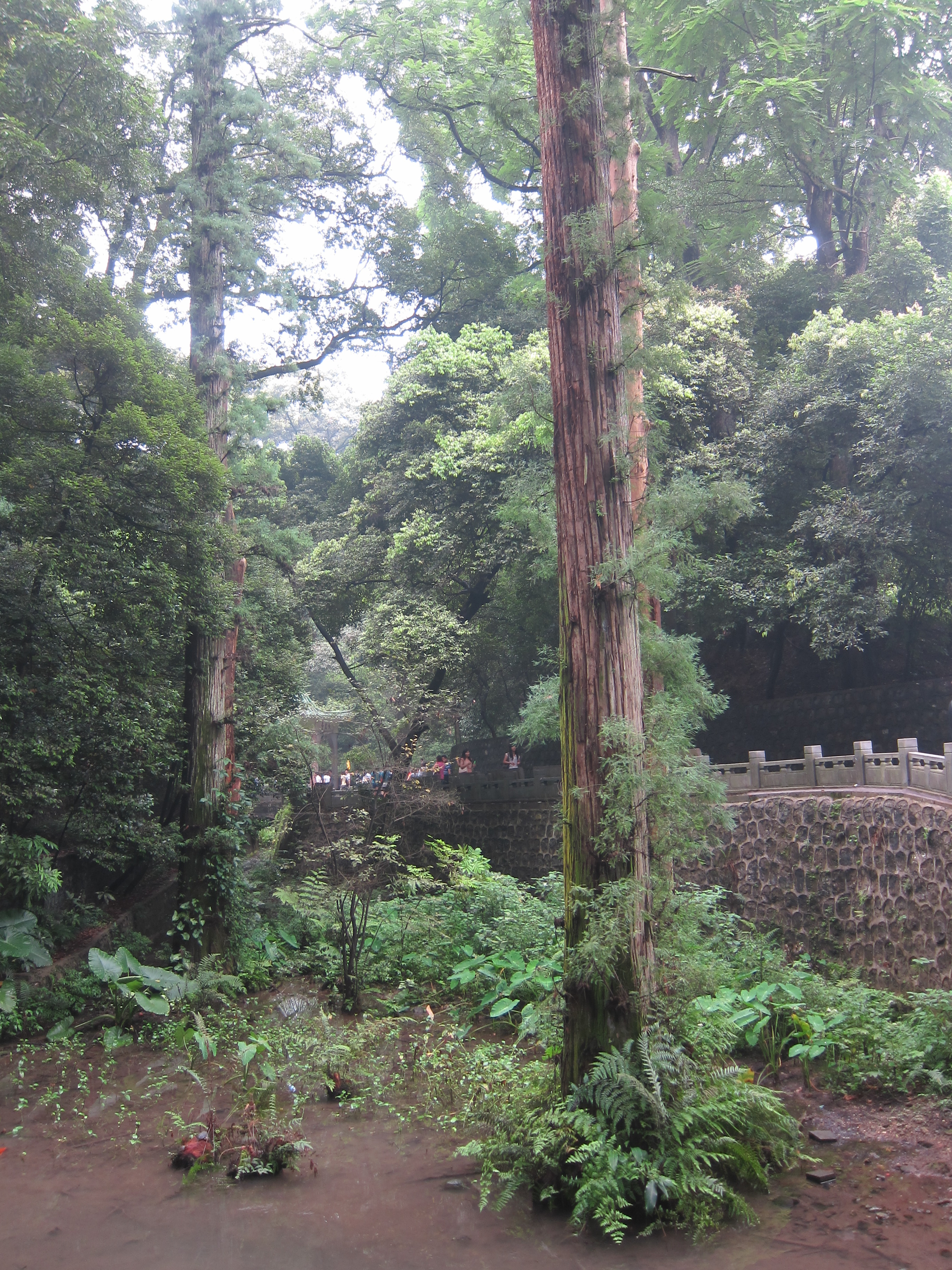
3. 南華寺（広東省）のスイショウ

## 人間との関わり
中国では豊作をもたらす木とされ、古くから水田地帯など湿地に植栽されていた。また河や運河、公園に植栽され、侵食防止や防風に利用される。
材は柔らかく、加工しやすく、きめ細かく芳香があり、耐朽性があってシロアリに強い。家具や工芸品、楽器などに利用される。呼吸根は海綿質で大きな浮力があり、コルク栓や浮標（ブイ）に使われることがある。樹皮や球果から抽出されたタンニンは、皮なめしや染色、漁網などに利用されることがある。枝葉は鎮痛剤とされることもある。

## 分類
スイショウは、ふつうスギ科に分類されていた。しかし21世紀になるとスギ科はヒノキ科に含められるようになり、スイショウ属はヒノキ科に分類されるようになった。スイショウ属はスギ属やヌマスギ属に近縁であり、この3属を合わせてスギ亜科（Taxodioideae）に分類される。特にヌマスギ属に近縁であり、両属は1年で枝ごと落ちる葉や呼吸根、生育環境が湿地であるなどの点で共通している。
スイショウ属は第三紀には北半球に広く分布していたが、現在では中国南部などに分布するスイショウのみが生き残っている。